# 门弗雷
门弗雷据说是一种爬虫动物状的湖怪，它栖息于加拿大魁北克的门弗雷梅戈格湖。对于门弗雷的描述通常与尼斯湖水怪相似。虽然科学家对于它的存在性有很大争议，但目击事件时有发生，最近一次是在2005年。它被描述为一只鲸鱼或鳍龙超目类动物，这样的描述通常也被运用在其它海怪身上。
2011年8月，门弗雷的形象被铸造在了25分的加拿大硬币上。